# Série de championnat de la Ligue nationale de baseball 1993
La Série de championnat de la Ligue nationale de baseball 1993 était la série finale de la Ligue nationale de baseball, dont l'issue a déterminé le représentant de cette ligue à la Série mondiale 1993, la grande finale des Ligues majeures.
Cette série quatre de sept a débuté le mercredi 6 octobre 1993 et s'est terminée le mercredi 13 octobre par une victoire des Phillies de Philadelphie, quatre parties à deux sur les Braves d'Atlanta. 

## Déroulement de la série

### Calendrier des rencontres
| Match | Date       | Visiteur                 | Hôte                     | Score              |
| ----- | ---------- | ------------------------ | ------------------------ | ------------------ |
| 1     | 6 octobre  | Braves d'Atlanta         | Phillies de Philadelphie | 3 - 4 (10 manches) |
| 2     | 7 octobre  | Braves d'Atlanta         | Phillies de Philadelphie | 14 - 3             |
| 3     | 9 octobre  | Phillies de Philadelphie | Braves d'Atlanta         | 4 - 9              |
| 4     | 10 octobre | Phillies de Philadelphie | Braves d'Atlanta         | 2 - 1              |
| 5     | 11 octobre | Phillies de Philadelphie | Braves d'Atlanta         | 4 - 3 (10 manches) |
| 6     | 13 octobre | Braves d'Atlanta         | Phillies de Philadelphie | 3 - 6              |

### Match 1
Mercredi 6 octobre 1993 au Veterans Stadium, Philadelphie, Pennsylvanie.
| Braves d'Atlanta | 0 | 0 | 1 | 1 | 0 | 0 | 0 | 0 | 1 | 0 | 3 | 9 | 0 |
| Phillies de Philadelphie | 1 | 0 | 0 | 1 | 0 | 1 | 0 | 0 | 0 | 1 | 4 | 9 | 1 |
| Lanceurs partants : ATL : Steve Avery PHI : Curt Schilling Vic. : Mitch Williams (1-0) Déf. : Greg McMichael (0-1) HRs: PHI : Pete Incaviglia (1) |   |   |   |   |   |   |   |   |   |   |   |   |   |

### Match 2
Jeudi 7 octobre 1993 au Veterans Stadium, Philadelphie, Pennsylvanie.
| Braves d'Atlanta | 2 | 0 | 6 | 0 | 1 | 0 | 0 | 4 | 1 | 14 | 16 | 0 |
| Phillies de Philadelphie | 0 | 0 | 0 | 2 | 0 | 0 | 0 | 0 | 1 | 3  | 7  | 2 |
| Lanceurs partants : ATL : Greg Maddux PHI : Tommy Greene Vic. : Greg Maddux (1-0) Déf. : ommy Greene (0-1) HRs : ATL : Fred McGriff (1), Jeff Blauser (1), Damon Berryhill (1), Terry Pendleton (1) PHI : Dave Hollins (1), Lenny Dykstra (1) |   |   |   |   |   |   |   |   |   |    |    |   |

### Match 3
Samedi 9 octobre 1993 au Fulton County Stadium, Atlanta, Géorgie.
| Phillies de Philadelphie | 0 | 0 | 0 | 1 | 0 | 1 | 0 | 1 | 1 | 4 | 10 | 1 |
| Braves d'Atlanta | 0 | 0 | 0 | 0 | 0 | 5 | 4 | 0 | X | 9 | 12 | 0 |
| Lanceurs partants : PHI : Terry Mulholland ATL : Tom Glavine Vic. : Tom Glavine (1-0) Déf. : Terry Mulholland (0-1) HRs : PHI : John Kruk (1) |   |   |   |   |   |   |   |   |   |   |    |   |

### Match 4
Dimanche 10 octobre 1993 au Fulton County Stadium, Atlanta, Géorgie.
| Phillies de Philadelphie | 0 | 0 | 0 | 2 | 0 | 0 | 0 | 0 | 0 | 2 | 8  | 1 |
| Braves d'Atlanta | 0 | 1 | 0 | 0 | 0 | 0 | 0 | 0 | 0 | 1 | 10 | 1 |
| Lanceurs partants : PHI : Danny Jackson ATL : John Smoltz Vic. : Danny Jackson (1-0) Déf. : John Smoltz (0-1) Sauv. : Mitch Williams (1) |   |   |   |   |   |   |   |   |   |   |    |   |

### Match 5
Lundi 11 octobre 1993 au Fulton County Stadium, Atlanta, Géorgie.
| Phillies de Philadelphie | 1 | 0 | 0 | 1 | 0 | 0 | 0 | 0 | 1 | 1 | 4 | 6 | 1 |
| Braves d'Atlanta | 0 | 0 | 0 | 0 | 0 | 0 | 0 | 0 | 3 | 0 | 3 | 7 | 1 |
| Lanceurs partants : PHI : Curt Schilling ATL : Steve Avery Vic. : Mitch Williams (2-0) Déf. : Mark Wohlers (0-1) Sauv. : Larry Andersen (1) HRs : PHI : Darren Daulton (1), Lenny Dykstra (1) |   |   |   |   |   |   |   |   |   |   |   |   |   |

### Match 6
Mercredi 13 octobre 1993 au Veterans Stadium, Philadelphie, Pennsylvanie.
| Braves d'Atlanta | 0 | 0 | 0 | 0 | 1 | 0 | 2 | 0 | 0 | 3 | 5 | 3 |
| Phillies de Philadelphie | 0 | 0 | 2 | 0 | 2 | 2 | 0 | 0 | X | 6 | 7 | 1 |
| Lanceurs partants : ATL : Greg Maddux PHI : Tommy Greene Vic. : Tommy Greene (1-1) Déf. : Greg Maddux (1-1) Sauv. : Mitch Williams (2) HRs : ATL : Jeff Blauser (2) PHI : Dave Hollins (2) |   |   |   |   |   |   |   |   |   |   |   |   |

## Joueur par excellence
Le lanceur droitier Curt Schilling des Phillies de Philadelphie fut nommé joueur par excellence de la Série de championnat de la Ligue nationale 1993. En deux départs et 16 manches lancées, il retira sur des prises 19 frappeurs adverses. Sa moyenne de points mérités contre les Braves ne fut que de 1,66.